# Кентау
Кента́у (каз. Кентау) — місто обласного підпорядкування у складі Туркестанської області Казахстану. Адміністративний центр Кентауської міської адміністрації.
Населення — 72573 особи (2021; 57121 у 2009, 55521 у 1999, 64228 у 1989).

## Історія
Нам околицях міста знайдено залишки знарядь праці рудокопів IX–X століть. Саме місто було утворене шляхом об'єднання двох робітничих селищ Міргалімсай та Кантагі 1 серпня 1955 року задля розвитку Ачисайського родовища поліметалічних руд. Основу населення міста складали нащадки репресованих у СРСР — росіяни, українці, греки, німці, корейці, євреї, чеченці, а також казахи, татари та узбеки. 1971 року був розроблений генеральний план міста, згідно з яким Кентау забудовувався 5-поверховими будинками. У кінці 1980-их та на початку 1990-их років відбувалось масове відселення населення через закриття шахт та промислових підприємств. На сьогодні основу населення складають казахи та узбеки.

## Відомі особистості
В поселенні народився:
- Абілов Шерхан Абдієвич (* 1958) — радянський та російський актор.